# Petar Kolendić
Petar Kolendić (Dubrovnik, 17. rujna 1882. – Beograd, 14. travnja 1969.), povjesničar književnosti iz Dubrovnika, član srbokatoličkog pokreta.
Otac hrv. književnog povjesničara, publicista i diplomata Antona Kolendića.
Poznat je po napisanim studijama iz stare dubrovačke i dalmatinske književnosti. Još je kao gimnazijalac zašao u dubrovačke pismohrane i knjižnice. Otkrio je puno dragocjenih podataka i književnih priloga iz starije dubrovačke književnosti. Svoja prva znanstvena otkrića objavljivao je u časopisu Srđ. Rano se uključio u srbokatolički pokret zastupajući tezu o srpstvu Dubrovnika, srpskoj naravi dubrovačke književnosti, jezika i cjelokupne dubrovačke kulturne baštine. Kao učenik Dubrovačke gimnazije 1901. vlastoručno je ispisivao primjerak tajnoga učeničkog srpski usmjerenog lista Poma, koji se potajno čitao među srpski usmjerenom dubrovačkom mladeži. Kad se za to doznalo, bio je isključen s redovite nastave. Maturirao je 1903. godine nakon što je privatno polagao ispite. U Beču je prvobitno studirao matematiku i fiziku, a potom se na nagovor Milana Rešetara opredijelio za studije slavistike. Zahvaljujući prijedlogu Pavla Popovića izabran je 1924. za izvanrednog profesora na katedri za povijest srpske i jugoslavenske književnosti u Skoplju. Godinu kasnije postao je redovan profesor. Dopisni član SANU postao je 1932. Tijekom Drugog svjetskog rata jedno je vrijeme bio zatočen u logoru na Banjici, a umirovljen je 1942. godine. U listopadu 1944. zaposlio se u Državnom arhivu Srbije, a godinu nakon postao je redovni profesor Filozofskog fakulteta u Beogradu. Veći dio života proveo je u Beogradu. Bio je dugogodišnji profesor beogradskog sveučilišta i redovni član SANU od godine 1946. Umirovljen je 1955. godine, a nagradu za životno djelo dobio je 7. srpnja 1960.